# Plan Andinia
El Plan Andinia es una teoría conspirativa que alega planes para establecer un Estado judío en partes de Argentina y Chile. Se basa en parte en propuestas históricas para la migración judía organizada a Argentina (los «gauchos judíos») a finales del siglo XIX y principios del siglo XX (que, sin embargo, no incluían planes para un Estado judío allí). El nombre y el contenido del plan son ampliamente difundidos en algunos círculos de la derecha argentina y chilena, pero nunca se ha presentado evidencia de su existencia real.
El supuesto plan ha sido utilizado en Argentina como un recurso retórico por círculos de derecha para atacar a los judíos y las instituciones judías, como en un panfleto escrito en 1971 por un profesor de economía de la Universidad de Buenos Aires, Walter Beveraggi Allende, en el cual se retoman algunas de las afirmaciones del libelo de Los protocolos de los sabios de Sion, aplicadas a la situación argentina de la época. El mismo profesor publicó más tarde el libro La inflación argentina el cual, si bien estaba más enfocado en temas económicos, mostraba en su cubierta a la Argentina crucificada por un judío usando estrellas de David en lugar de clavos.
La idea, sin embargo, es anterior a Beveraggi Allende y fue esbozada por primera vez por un pequeño partido nacionalista (el Frente Nacional Socialista Argentino) creado por los hijos de Adolf Eichmann después del secuestro y juicio de su padre. En efecto, en la revista publicada por el partido se encuentra la primera mención del Plan Andinia, el cual vuelve a aparecer en una publicación anónima de 1965. Según este libelo, la creación de «Andinia» tendría lugar en la Patagonia por medio de los mismos métodos usados para establecer el Estado de Israel.

## El mito
Según esta teoría, existe un complot internacional para lograr la secesión de la región de Patagonia, territorio dividido actualmente entre la Argentina y Chile, con la finalidad de crear en ella un Estado judío. De acuerdo a estos autores, dicho plan se originó en el Primer Congreso Sionista Internacional  (Basilea, Suiza, 1897) del cual Theodor Herzl escribió que era el momento fundacional del Estado Judío. No obstante, en dicho congreso no se trató la emigración judía a la Argentina o Chile y solamente se sentaron las bases para "...establecer un hogar para el pueblo judío en Palestina..."
La base histórica de estos autores es un pasaje del libro de Herzl, El Estado Judío, publicado en 1896, en el cual el autor comenta su propuesta de colonización judía como respuesta al antisemitismo en Europa y sugiere como posibles ubicaciones de la misma el territorio de Palestina, entonces otomano, o bien la Argentina, que en esos tiempos llevaba a cabo una intensa campaña de inmigración, basándose en el artículo 25 de la constitución nacional argentina, en la que expresa que el país fomentará la inmigración europea y de aquellos que tengan por objeto labrar la tierra, mejorar las industrias e introducir las ciencias y las artes, y según reza textualmente el preámbulo de la constitución argentina, ..."y para todos los hombres del mundo que quieran habitar el suelo argentino"... Herzl, sin embargo, sostiene que si bien "La Argentina es, por naturaleza, uno de los países más ricos de la tierra, de superficie inmensa, población escasa y clima moderado", es preferible optar por Palestina porque "... es nuestra inolvidable patria histórica. Su solo nombre sería, para nuestro pueblo, un llamado poderosamente conmovedor".
Quienes forjaron la leyenda del Plan Andinia, se basaban, además, en los intentos de fundar en la Argentina colonias agrícolas formadas por judíos asquenazíes (sobre todo exiliados de Prusia y la Rusia zarista), impulsados por el banquero alemán Moritz von Hirsch auf Gereuth a través de la Jewish Colonization Association. No obstante, estas colonias no fueron concebidas como autónomas, sino que se llevaron a cabo en el marco del mencionado fomento de la inmigración impulsado por el estado argentino. Tampoco se establecieron en la Patagonia, sino en las provincias de Buenos Aires (donde el pueblo llamado Mauricio Hirsch recuerda al impulsor de la iniciativa), Entre Ríos y Santa Fe. Por cierto, el propio Herzl criticó las acciones de Hirsch considerándolas un "fracaso" aludiendo a su  "falta de ideales" en comparación con su propio proyecto. en efecto, los judíos inmigrantes en las colonias mencionadas se identificaron como argentinos hasta el punto de ser conocidos como "gauchos judíos", epíteto que perduró al ser utilizado como título de un libro del escritor argentino, de origen hebreo, Alberto Gerchunoff.

## Uso político
A pesar de carecer de pruebas, la existencia de este plan ha sido aceptada sin hesitar por numerosos sectores nacionalistas argentinos. Entre los militares que tomaron el poder después del golpe de Estado de 1976, la existencia de Andinia era algo evidente; al respecto el periodista argentino de antepasados judíos Jacobo Timerman, secuestrado por los grupos de tareas de dicha dictadura, declaró que durante las torturas a que fue sometido, se le exigían detalles del Plan Andinia, algo que sucedía en general con todos los detenidos desaparecidos de origen judío. En 2003, el entonces jefe del Ejército Argentino, general Roberto Bendini, se vio envuelto en una polémica tras trascender supuestos dichos suyos mencionando el Plan Andinia. Distintas asociaciones judías emitieron protestas, y el gobierno publicó un desmentido oficial.
A partir de la creación y consolidación del Estado de Israel, se han elaborado nuevas versiones del Plan. Según ellas, hay un complot israelí, con colaboración estadounidense y, según otros, de los organismos internacionales de crédito, para apoderarse de la Patagonia por medio de una invasión, de la compra del territorio o en pago por la deuda externa. También se sostiene que diversas ONGs apoyan dicho proyecto con el argumento de "proteger la biodiversidad". En algunas publicaciones, entre ellas las de Adrián Salbuchi, nacionalista denunciado por difundir ideas antisemitas, se sostiene que muchos turistas israelíes que visitan la Patagonia, algunos de ellos después de su servicio militar, son agentes encubiertos encargados de relevar el territorio en vistas a implementar el Plan Andinia. Tales ideas no son aceptadas por los principales referentes políticos de la Argentina o Chile, pero se difunden entre grupos de extrema derecha y en algunos militantes de izquierda. Los investigadores consideran que dichas teorías conspirativas carecen de evidencia y que, de hecho, la presencia de tales turistas se contradice con la idea de una conjura secreta.